# 浙江大学宁波国际科创中心
浙江大学宁波国际科创中心，曾用名浙江大学宁波校区、浙江大学宁波科创中心（宁波校区），是浙江大学位于浙江省宁波高教园区的一处校园，总占地面积1600余亩。

## 历史
2016年10月，浙江大学工程师学院在宁波招生。
2018年8月1日，浙江大学与宁波市签署协议共建“五位一体”校区，包含5个办学主体：新建浙大宁波研究院、浙大工程师学院宁波分院和浙大宁波国际合作学院，迁建浙大软件学院，转型提升浙大宁波理工学院。
2020年11月，浙江大学宁波科创中心成立，统筹宁波校区管理事务。
2025年2月18日，改名浙江大学宁波国际科创中心。

## 内设机构

### 浙大宁波理工学院（已分离）
2001年，浙江大学在宁波设立宁波理工学院，作为附属独立学院。
2020年，浙大宁波理工学院改制为浙大宁波理工学院，成为公办普通本科高校，继续与浙江大学、宁波市政府保持合作。

### 浙江大学软件学院
浙大国家示范性软件学院创建之初在杭州和宁波两地办学：杭州办学地在浙江大学玉泉校区，主要培养本科生。宁波办学地在宁波国家高新区，主要培养研究生。后来本科生办学并入计算机科学与技术学院，软件学院仅培养研究生。